# تومو كوداكا
تومو كوداكا (باليابانية: 久高 友雄) (مواليد 14 مارس 1963)، هو لاعب كرة قدم ياباني سابق كان يلعب كلاعب وسط.

## وصلات خارجية
- تومو كوداكا على موقع رابطة كرة القدم اليابانية للمحترفين (اليابانية)
- تومو كوداكا على موقع عالم كرة القدم.نت (الإنجليزية)